# Johanna Schütz-Wolff
Johanna Schütz-Wolff, geb. Wolff (* 10. Juli 1896 in Halle (Saale); † 30. August 1965 in Söcking bei Starnberg) war eine deutsche Textilgestalterin, Bildwirkerin, Grafikerin und Holzschneiderin. 

## Leben
Johanna Wolf war die Tochter des Architekten Gustav Wolff und dessen Frau Anna. Früh wurden sie und ihre ein Jahr ältere Schwester Thekla von den Eltern im Zeichnen, Klöppeln und Weben unterrichtet. Von 1915 bis 1918 besuchte Johanna Wolff die von Paul Thiersch geleitete Handwerker- und Kunstgewerbeschule Halle, 1918/1919 studierte sie an der Münchner Kunstgewerbeschule bei Fritz Helmuth Ehmcke. 1919 war sie an den Wandbildern Paul Thierschs für das Treppenhaus des neuen Provinzialmuseums für Vorgeschichte in Halle beteiligt und besuchte im Wintersemester die Malklasse unter der Leitung von Erwin Hahs. Ab Oktober 1920 übertrug ihr Thiersch die Leitung der neu eingerichteten Textilklasse und Handweberei an der Halleschen Kunstgewerbeschule, ab 1921 befand sich die Weberei im Kornhaus der Unterburg der Burg Giebichenstein. 
Auf einem Burgfest lernte Johanna Wolff den Theologen Paul Schütz kennen, den sie am 31. Dezember 1923 heiratete. Aus der Ehe ging eine Tochter hervor, Anne (* 28. Juni 1925 in Halle, † 15. September 2001 in München). 1925 gab Johanna Schütz-Wolff ihre Lehrtätigkeit in Halle auf und zog mit ihrer Familie nach Schwabendorf bei Marburg, wo ihr Mann eine Pfarrstelle erhalten hatte. Hier widmete sie sich Webarbeiten wie Gobelins und Bildteppichen, in denen sie das dörfliche Leben ihrer neuen Heimat thematisierte. Trotz der ländlichen Abgeschiedenheit war sie in den nachfolgenden Jahren über die Grenzen Deutschlands hinaus auf zahlreichen Ausstellungen vertreten und erregte teilweise großes Aufsehen mit ihren am Expressionismus orientierten Textilarbeiten.
Das „Dritte Reich“ stellte auch für Johanna Schütz-Wolff einen schicksalhaften Wendepunkt dar. 1935 wurde ein Buch ihres Mannes (Der Anti-Christus, Furche-Verlag, Berlin, 1933) von der Gestapo indiziert und die zweite Auflage vernichtet. 1937 wurde im Rahmen der deutschlandweiten konzertierten Aktion „Entartete Kunst“ aus dem Kaiser-Friedrich-Museum Magdeburg einer ihrer Wandbehänge beschlagnahmt. Er ging in den internationalen Kunsthandel und wurde von Emanuel Fohn erworben, der ihn 1964 der Münchner Pinakothek der Moderne schenkte.
Johanna Schütz-Wolff wurde nicht mehr zu Ausstellungen eingeladen, und mehrere Bewerbungen um Lehrtätigkeiten, unter anderem auch an der Burg Giebichenstein in Halle, blieben erfolglos. In ihrem Werk wandte sich Schütz-Wolff nun verstärkt religiösen Themen zu. 1940 erhielt ihr Mann die Hauptpastorenstelle an der Hamburger St. Nikolai-Kirche. Die Familie zog daraufhin nach Hamburg, blieb jedoch nur, bis Paul Schütz 1941 zum Kriegsdienst einberufen wurde. 
Nach kurzem Aufenthalt in Bad Tölz zog Schütz-Wolff mit ihrer Tochter nach Ried bei Benediktbeuern, wo sie engen Kontakt zu Maria Marc, der Witwe Franz Marcs pflegte. Nach dem überstandenen Krieg und der Rückkehr nach Hamburg stellte sich auch der künstlerische Erfolg wieder ein. Nach weiteren Textilarbeiten konzentrierte sie sich ab 1950 zunehmend auf Holzschnitte sowie ab 1960 auf Monotypien. Nachdem sich Paul Schütz 1952 auf eigenen Wunsch in den Ruhestand hatte versetzen lassen, zog das Ehepaar nach Söcking bei Starnberg, wo Johanna Schütz-Wolff 1965 nach langjähriger Krankheit verstarb.

## Werk und Rezeption
Johanna Schütz-Wolff zählt zu den meistbeachteten deutschen Künstlerinnen des 20. Jahrhunderts. Ihre Arbeit als Lehrerin hat die Ausbildung im Fachbereich Textilgestaltung an der Burg Giebichenstein richtungsweisend bestimmt und zeitgenössische wie nachfolgende Generationen von Künstlern maßgeblich beeinflusst.

## Postume Ausstellungen (unvollständig)
- 2025: Berlin, Salongalerie „Die Möwe“ („Kühne Frauen. Von Leiden-schaft und Widerstand in der Kunst“; mit Inge Flierl, Margarete Kubicka, Katja Meirowsky, Margarethe Moll, Erna Schmidt-Caroll und Louise Stomps)